# Jus d'orange
Pour l’article homonyme, voir Le Jus d'orange (film).
Tables des composants nutritionnels
Le jus d'orange est l'extrait de la pulpe d'orange pressée. C'est le seul jus de fruit à faire l'objet de transaction sur un marché à terme organisé et le plus vendu dans le monde.

## Production mondiale

### Après-guerre
La production mondiale d'oranges de l'après-guerre, mesurée par les chiffres de 1948, qui incluent alors celle de mandarines, est dominée par l'Amérique du Nord, qui en assure 44%, les États-Unis produisant à eux seuls 38,7%, devant l'Amérique du Sud, qui représente 21%, l'Europe (16%) l'Asie (8%) et l'Afrique (7%).
Les oranges représentent à cette époque en Amérique du Nord "60% de la totalité des surfaces plantées en agrumes", dont 46% se trouvent en Floride, 36% en Californie, 13% au Texas.
Les chiffres de 1948 montrent une production globale d'agrumes de 11,36 millions de tonnes dans le monde, dont les trois-quarts sont des oranges et mandarines, "supérieure de 21,6 % à celle de la moyenne quinquennale 1935-1939".

### Années 1970
La production mondiale d'oranges et de mandarines continue à progresser au début des années 1970, avec 30,4 millions de tonnes pour la récolte achevée en 1971, 31,25 millions de tonnes pour la suivante puis 33,6 millions de tonnes  pour la récolte achevée en 1973.

### Années 2000
La production mondiale d'oranges était de 60 millions de tonnes en 2000, dont 18 millions de tonnes produites par le Brésil à lui seul, suivi par la Floride avec 11 millions et le bassin méditerranéen avec 10 millions[réf. nécessaire].
Cependant, le jus d'orange représente un segment minime du marché[pas clair] et sa conservation est limitée, même si la pasteurisation prolonge sa conservation de trois semaines à trois mois[réf. nécessaire].

### Années 2020
Alors que la production mondiale d’oranges avait avoisiné 47,5 millions en 2019, une chute de 5,8 millions de tonnes est crainte pour l'année suivante dès janvier 2020 par le ministère américain de l’Agriculture, en raison de conditions météorologiques défavorables.
Pour la récolte à cheval, sur les deux hémisphères, sur les années 2020 et 2021, une production mondiale totale proche de 48,6 millions de tonnes d’oranges était attendue. La production des États-Unis a continué à décliner, chutant de 12 % en une seule année, à cause de la maladie du citrus greening. En vingt ans, les surfaces cultivées dans ce pays ont reculé d'environ 40% et sa production a été "divisée par trois". La production européenne était attendue à 6,5 millions de tonnes et la production marocaine à 1,1 million de tonnes. L'année suivante, une production mondiale totale proche de 50 millions de tonnes d’oranges était attendue, au sein de laquelle une production européenne de 6,7 millions de tonnes

## Les principaux jus commercialisés
- Jus d'orange frais

Concerne les jus d'orange à base de fruits frais et n'ayant subi aucun traitement de stabilisation.
- Jus d'orange « 100 % pur jus »

Selon la législation, un jus d'orange « 100 % pur jus » ne doit être obtenu qu'à partir de fruits frais, sans addition de colorant ou de conservateur. L'élimination de l'oxygène lors de la pasteurisation élimine également les composés aromatisants, les fabricants sont donc autorisés à séparer les arômes des fruits avant le procédé pour le restituer ensuite. En France et en Europe, ces arômes doivent provenir du jus en question. La réglementation ne prévoit pas de préciser ce procédé à l'emballage. Pour le marché Étasunien, les fabricants sont autorisés à ajouter un pack d'arômes (qui peut être obtenu à partir d'oranges, mais pas nécessairement). De même, la réglementation étasunienne n'oblige pas les fabricants à en faire mention sur l'emballage.
- Jus d'orange à base de concentré

Le plus souvent, le jus d'orange est produit à base de concentré congelé. Les oranges sont pressées, le jus est réduit à l'état de sirop, pasteurisé et ensuite congelé sur le lieu même de production, ce qui réduit le volume de liquide à 10 % de son volume initial, et rend le transport d'autant moins coûteux. Une fois parvenu dans les pays consommateurs, le concentré est dilué avec de l'eau. Contrairement au "pur jus d'orange", les arômes restitués au jus à base de concentré peut provenir d'autres fruits que celui dont est extrait le jus, tant qu'ils proviennent de la même espèce.
- Nectar d'orange

Le nectar d'orange est obtenu par addition d'eau et de sucre à un concentré d'orange.

### Marché à terme
Sous sa forme concentrée surgelée (FCOJ, pour frozen concentrated orange juice), c'est une denrée alimentaire ayant subi les traitements d'une filière industrielle décrite par les experts du Cirad dès la fin des années 1940, pour les oranges venant de Floride, Californie et Espagne, faisant l'objet d'un contrat à terme actif traité depuis 1966 sur le New York Board of Trade. Des options sur ce contrat à terme sont même apparues au milieu des années 1980. Ces marchés du jus d'orange, pesant plus de 2 milliards de dollars au milieu des années 2000, sont soumis à de fortes "contraintes environnementales et climatiques" mais aussi "d'impressionnantes fluctuations". Ils ont été rendus célèbres par la comédie de John Landis avec Eddie Murphy et Dan Aykroyd en 1983, Un fauteuil pour deux,, où deux antihéros que tout oppose "s'unissent malgré eux" contre "deux vieux requins de la finance. Ces derniers manipulent les cours", à l'aide du très attendu et convoité rapport mensuel des experts du ministère américain de l'agriculture, établissant des prévisions détaillées de l'offre mondiale.
Le cours du jus d'orange s'est envolé à l'été 2004, passant en deux ans environ de 0,60 à plus de 2 dollars fin 2006, réagissant aux "cyclones qui ont affecté la Floride en 2004 et 2005" et contribué à propager une maladie infectieuse des agrumes. L'offre mondiale a par ailleurs aussi souffert sur la même période de la concurrence suscitée par un engouement des planteurs pour "la canne à sucre pour la production d'éthanol" au Brésil comme en Afrique du Sud.
Le cours du jus d'orange s'est à nouveau envolé, en plusieurs vagues, au début des années 2020 : il a quintuplé en 4 ans, grimpant à un pic plus élevé que dans les années 2000. En octobre 2023, il a atteint un record à 3,69 dollars la livre (450 grammes), en hausse de 78% sur un an, en raison des risques d'ouragans menaçant les zones de culture en Floride, venus s'ajouter aux "conséquences de la propagation de la "maladie du dragon jaune", ou verdissement des agrumes, affectant les plantations d'oranger du premier État producteur des États-Unis, la Floride et celles du Brésil, premier exportateur mondial.
Ils ont flambé à nouveau l'année suivante, portés jusqu'à jusqu'à 4,5325 dollars le 20 mai, soit près d'un quart de plus que le pic d'octobre 2023, dopés par l'estimation du cabinet Fundecitrus, selon lequel la sécheresse dans les principales régions de culture au Brésil, notamment celui de São Paulo, premier producteur d'oranges du pays, pourrait causer une chute de 24% de la récolte au Brésil, à son plus bas niveau depuis 36 ans.

## Histoire
En 1694, le Dictionnaire de l'Académie mentionne l'orangeade comme une boisson «qui se fait avec du jus d’orange, du sucre et de l’eau». Le jus d'orange est utilisé dans la cuisine classique, François Marin donne une recette de hareng saur à la Sainte Menehoult panés grillés et servis avec du jus d'orange, en Espagne on en fait de bonbons les Azugarillos. C'est dans la somme de Pierre Lacam (1900) Le mémorial de la Pâtisserie que l'utilisation du jus d'orange se révèle dans ses utilisations les plus vastes: entremets, punch, biscuits, gelées, orange glacée, crème d'orange.

### Vin d'orange
L'écorce d'orange sert à faire de préparation à base de vin utilisée en pharmacie, le vin d'orange est une vieille (vers 1750) spécialité de La Martinique qui est une boisson de table. En 1890, Moreau de Saint Mery donne la recette du vin d'orange (jus sucré fermenté) des Antilles qui se conserve bien à Paris. Les vins d'orange andalous, siciliens, portugais se font en ajoutant 20% d'oranges écrasée au jus de raisin.

### Le jus d'orange et la santé
À la fin du XIXe siècle apparaissent des prescriptions de jus d'orange comme antiscorbutiques (1998). F Xavier Gouraud (1910) recommande d'additionner un peu de jus d'orange à l'alimentation des jeunes enfants.
La vitamine C (acide ascorbique) a été découverte en 1912, isolée en 1928 par Albert Szent-Györgyiet et en 1933 Norman Haworth déduit la structure chimique la synthétise, c'est la première vitamine produite chimiquement. C. Holst et Theodor Frölich constatent qu'à l'opposé de nombreux animaux, êtres humains et cobaye ne peuvent synthétiser leur propre vitamine C, seul un apport dans leur alimentation peut prévenir la carence dont les effets vont de l'irritabilité à de graves désordres voir au scorbut(altération de la synthèse du collagène).
Osborne et Mendel trouvent une présence significative des vitamine B (1919, 1920), A (1921) dans le jus d'orange, en 1927 S. G. Willimott publie un texte fondateur sur l'effet de la vitamines C du jus d'orange Navel de Californie : valeur antirachitique, pouvoir antiscorbutique. Il démontre l'influence favorable d'un verre de jus d'orange sur formation osseuse lors de la croissance mise en évidence expérimentalement chez le rat pas Maslow, Shelling et Kramer (1926). L'expérimentation animale montre l'importance de l'apport en vitamine C sur la fécondité du cobaye puis Agnès Grant (1930) définit le rapport Calcium/vitamine C et D pour la prévention du rachitisme et de la tuberculose. En 1928, FP Mackie et al. montrent en donnant du jus d'orange que la carence en vitamine C réduit la résistance de la paroi intestinale à l'invasion de bactéries toxiques chez le singe. Parallèlement la production d'oranges aux États-Unis est excédentaire ce qui conduit à la pasteurisation des jus en Floride et une importante campagne de marketing visant les mères de famille (Orange juice every day, orange juice is health juice) et le jus d'orange devient incontournable du petit-déjeuner américain.
En 1923, le Manuel du développement de l'enfant indique : « Un litre de lait, un légume-feuille, un agrume (orange ou un demi pamplemousse) et un œuf sont indispensables dans l'alimentation quotidienne de la mère qui allaite » puis inclut le jus d'orange (dilué au plus jeune âge) dans la nourriture des enfants. Dans les années 1950, le marketing d'orange est repris avec les oranges d'Afrique du Nord (Vitamines et santé avec L'Orange D'Afrique du Nord ) et vise aussi les enfants en croissance.

### Jus d'orange et diabète
Dans une étude de 2013, la consommation de jus de fruit à la place d'eau était associée à une augmentation de 8 % du risque de diabète, tandis que la consommation de fruits était associée à une diminution de 1 à 26 % (en fonction du type de fruit) de ce même risque. Cela pourrait notamment s'expliquer par l'absence de fibres dans les jus de fruits - celles-ci diminuant le risque de diabète, - ou l'apport énergétique plus élevé - 120 ml de jus d'orange étant par exemple l'équivalent de 2 à 3 oranges. Dans une étude publiée en 2017, le remplacement d'un verre par jour de jus de fruits en bouteille par de l'eau, ou du jus d'orange pressé juste avant consommation était associé respectivement à une diminution de 25 % et de 44% (35 % pour les autres fruits) du risque de diabète ; chaque prise additionnelle de jus de fruits en bouteille augmentait le risque de diabète.
Après un publication de l'EFSA sur les jus de fruits, Nature publie en 2023 une synthèse fondée sur une revue systématique et une méta-analyse d'essais contrôlés qui montre qu'à l'opposé des boissons aux fruits (sucrées), les jus de fruits à faible dose (< 10 % de l'apport caloriques) diminuent le poids corporel et l'indice de masse corporelle. Une consommation de purs jus de fruit apporte des avantages cardiométaboliques : hypertension, syndrome métabolique, risque d'événement cardiovasculaire.

### Boisson officielle
En raison de l'importance des oranges pour l'économie de l'État, « le jus obtenu à partir d'oranges mûres de l'espèce Citrus sinensis et des hybrides de celui-ci est adopté comme boisson officielle de la Floride ». Ceci a été rendu officiel en 1967.